# Valjoux

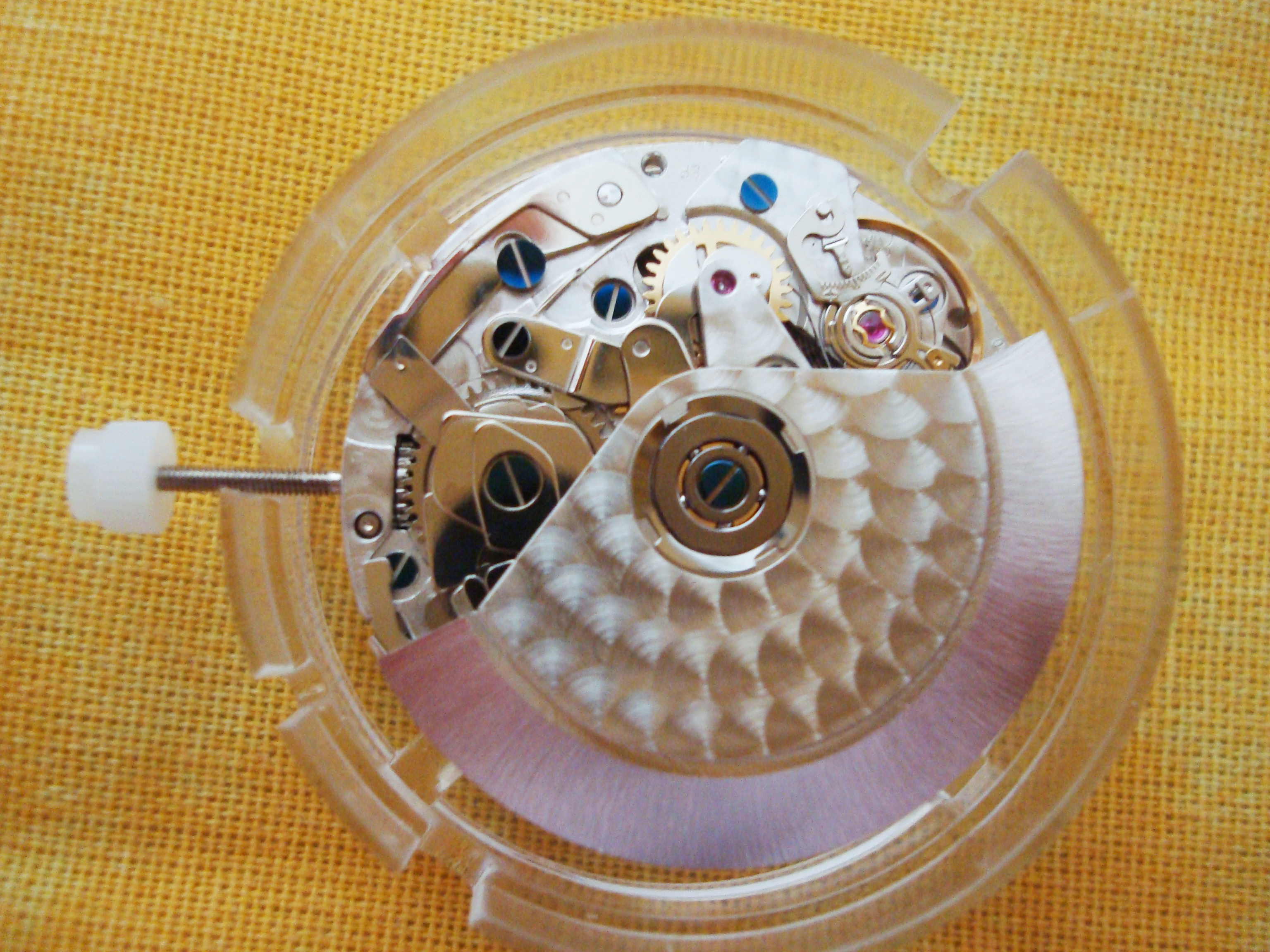
ETA/Valjoux 7750.

Valjoux (por Vallée de Joux, "Valle de las Joyas") es una manufacturera suiza fabricante de movimientos mecánicos para relojes. La compañía es principalmente conocida por los movimientos para cronógrafos y sus fornituras, que son utilizados en relojes mecánicos de gama media a alta. La compañía formó parte de la ETA SA Manufacture Horlogère Suisse por varios años, y pertenece al Grupo Swatch. 

## Valjoux 7750
Valjoux es responsable del diseño y manufactura del movimiento Valjoux 7750 (y de sus variantes), un movimiento extremadamente popular utilizado en la mayoría de relojes cronógrafos mecánicos de hoy en día.
Algunas marcas relojeras que utilizan movimientos fabricados por Valjoux son: Junghans, Omega (relojería), Longines, Breitling S.A., Cyma, Oris, Appella, TAG Heuer, Hamilton, IWC, Porsche Design, Gallet & Co., Mido, Sinn, Nixon y Panerai. 
También hay un gran número de cronógrafos derivados el Valjoux 7750. Estos incluyen el Valgranges de ETA, diseñado para relojes más grandes, así como también, los siguientes movimientos:
- Alfred Rochat para Chronoswiss (C. 732 or C. 741, C 741 por Rochat)
- Fortis (desarrollado por Paul Gerber, que ofrece una alarma y dos resortes)
- Franck Müller (por ejemplo FM 7850 CC MB)
- IWC
- Jacques Etoile (cal. IV.C4)
- La Joux-Perret/Jacquet (para Jaquet Droz, Bremont BE-83, y otros)
- Paul Picot ("Atelier Technikum")
- Panerai
- Porsche Design (Eterna 6036)
- Revue-Thommen ("Airspeed Flyback")
- Sinn ("Flyback")
- Soprod
- Damasko (agregando un resorte principal Si al 7750)